# Dryoctenes scrupulosus
Dryoctenes scrupulosus là một loài bọ cánh cứng trong họ Cerambycidae.